# Nidularium correia-araujoi
Nidularium correia-araujoi är en gräsväxtart som beskrevs av Edmundo Pereira och Elton Martinez Carvalho Leme. Nidularium correia-araujoi ingår i släktet Nidularium och familjen Bromeliaceae. Inga underarter finns listade i Catalogue of Life.